# Marshall C. Yovits
Marshall C. Yovits (Brooklyn, 16 de maio de 1923 – Deerfield, Illinois, 4 de maio de 2018) foi um físico e informático estadunidense.
Yovits estudou no Union College em Schenectady com um bacharelado em física em 1944. Trabalhou depois no National Advisory Committee for Aeronautics NACA na Langley Air Force Base, Virgínia. Continuou a estudar no Union College com um mestrado em 1948 e obteve um doutorado em física em 1951 na Universidade Yale, onde foi de 1948 a 1950 instrutor. Seguiu depois para a Universidade Johns Hopkins no Laboratório de Física Aplicada e de 1956 a 1966 trabalhou no Office of Naval Research em Washington, D.C., onde organizou a seção de sistemas de informação. De 1962 a 1966 dirigiu também a Military Operations Research Society.
Em 1966 foi professor e diretor da Faculdade de Informática da Universidade Estadual de Ohio, onde foi diretor do Computer and Information Science Research Center. Em 1980 foi para a Indiana University – Purdue University Indianapolis (IUPUI) como decano da School of Science, onde foi até aposentar-se em 1993 professor de informática.
De 1971 a 1994 editou a série de livros Advances in computers da Academic Press.
Recebeu o Prêmio Pioneiro da Computação de 1989. Foi eleito em 1996 fellow da Association for Computing Machinery.